# SV Werder Bremen (női csapat)
A Werder Bremen női labdarúgó szakosztályát 2007-ben hozták létre. A német Frauen Bundesliga ragja.

## Klubtörténet
2007-ben alapították meg a női szakosztályt és az ötödosztályt rögtön meg is nyerték, 162:0-s gólkülönbséggel. A következő szezonban ismét bajnoki címet ünnepelhetett az együttes és a kupában a 2. fordulóig jutottak el.
Hat éven keresztül a Bundesliga 2-ben szerepeltek, amikor is ezüstérmesként az élvonalba kerültek. Az osztálylépés az 1. FC Lübars miatt jöhetett létre, mert az 1. FFC Turbine Potsdam második csapata nem szerepelhetett az élvonalban, míg a Lübars nem kért engedélyt a Bundesligában való szerepléshez.
Egy szezont követően kiestek és újra a Bundesliga 2-ben szerepeltek, amit bajnokként megnyertek. Az élvonalban a csapat edzője a Bayern Münchentől szerződtetett Carmen Roth lett.

## Játékoskeret
2020. szeptember 5-től
| #  |     | Poszt | Név                 |
| -- | --- | ----- | ------------------- |
| 1  | GER | K     | Lena Pauels         |
| 30 | GER | K     | Anneke Borbe        |
| 33 | GER | K     | Kira Witte          |
| 4  | GER | V     | Anna Hausdorff      |
| 5  | GER | V     | Michelle Ulbrich    |
| 7  | HUN | V     | Tóth Gabriella      |
| 9  | AUT | V     | Katharina Schiechtl |
| 21 | GER | V     | Inna Timmermann     |
| 3  | NZL | KP    | Jana Radosavljević  |
| 6  | GER | KP    | Reena Wichmann      |
| 8  | GER | KP    | Sophie Walter       |

| #  |     | Poszt | Név               |
| -- | --- | ----- | ----------------- |
| 11 | AUT | KP    | Julia Kofler      |
| 13 | GER | KP    | Ricarda Walkling  |
| 15 | GER | KP    | Jasmin Sehan      |
| 16 | GER | KP    | Eva Holtmeyer     |
| 17 | GER | KP    | Margarita Gidion  |
| 18 | GER | KP    | Lina Hausicke     |
| 27 | GER | KP    | Nina Lührssen     |
| 10 | GER | CS    | Verena Volkmer    |
| 19 | GER | CS    | Tuana Keles       |
| 20 | POL | CS    | Agata Tarczyńska  |
| 23 | GER | CS    | Stephanie Goddard |

## Sikerek
- Bundesliga 2 : 1

2016–17
- Regionalliga Nord : 1

2008–09
- Verbandsliga Bremen : 1

2007–08

## Edzők
- Frank Schwalenberg (2007–2007)
- Birte Brüggemann (2007–2013)
- Chadia Freyhat (2013–2015)
- Steffen Rau (2015–2017)
- Carmen Roth (2017–2019)
- Alexander Kluge (2019–)